# Judith Franssen
Judith Franssen (Ede, 18 juni 1991) is een Nederlandse handbalster.

## Levensloop
Franssen was actief bij Fémina Visé. Met deze club won ze tweemaal (2012 en 2014) de Belgische landstitel en eenmaal (2013) de Beker van België. In 2015 maakte ze de overstap naar het Franse Fleury Loiret. Sinds het daaropvolgende seizoen komt ze uit voor Saint-Grégoire Rennes.
In 2013 werd ze verkozen tot beste handbalster in België.